# 鉄道による糞尿輸送

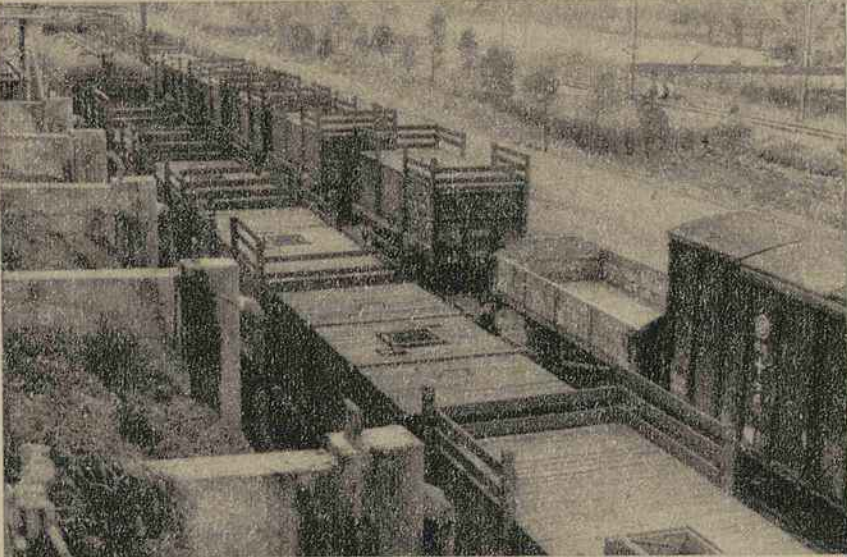
西武鉄道の「汚穢列車」。1946年『アサヒグラフ』誌に掲載。

鉄道による糞尿輸送（てつどうによるふんにょうゆそう）では、鉄道や軌道を用いた人間の屎尿の輸送について記す。
下肥としての利用を目的としたもので、人間の屎尿を肥料として用いない欧米には存在しない。また下肥としての利用が文化として存在する日本以外の東洋の国々でも公式に行われたという記録は見受けられず、日本独特の鉄道貨物輸送である。

## 概要
はるか古より、日本の農村では動物の糞とともに人間の屎尿を「下肥」と称して用いて来た。当初は農家の自給自足によるものであったが、江戸時代前後に「都市」が各地で発達し始めると、都市住民の屎尿をも受け入れるようになった。これにより都市での屎尿排出→農村での下肥利用と作物の栽培→都市での作物消費→都市での屎尿排出……という循環が出来上がることになった。
明治時代となり近代社会の構築が進んで以降も、ごく一部を除いてこの利用形態は継続された。大正時代末期から昭和時代初期になると、東京などの大都市においては化学肥料が普及して来た影響で下肥利用が減少し、処理場を介した投棄や船による海洋投棄が始まったが、それでもなお大半は農村に運搬されて下肥として消費されていた。その輸送の多くは大八車やリヤカー、トラックで行われていたが、一部ではさまざまな理由から鉄道や軌道を利用することもあった。これが鉄道による糞尿輸送である。

## 歴史
糞尿という極めて特殊かつ異質・不潔な運搬物であったことや、大規模に輸送が行われたのが戦中・戦後の混乱期であったこともあり、鉄道による糞尿輸送に関しての記録は極めて少ない。鉄道愛好家が調査したものや鉄道関連・郷土史関連の書籍に散発的に掲載されているもの以外では、西武鉄道の当時の社長・堤康次郎の著書『苦闘三十年』がまとまった記述を行っている程度である。以下はその少ない記録に基づいて記す。

### 戦前
鉄道による糞尿輸送がいつ始まったのかは、はっきりとはわかっていない。記録に残る限りでは、大阪電気軌道（大軌、現在の近鉄）が大正時代末から昭和初期頃まで輸送を行ったのが最古になる。またのちに合併して西武池袋線となる武蔵野鉄道や東武東上本線も同じく大正末期から昭和初期に輸送を行っていたことがある。
これらは都市の屎尿の下肥利用という、以前からの習慣を受け継いで行われたもので、貨車や電動貨車に肥桶を積み込んで輸送する程度のものであった。中身が汚物であるだけで、通常の貨物と扱い自体はそう変わるものではなかった。

### 戦中・戦後
このようにささやかに行われていた糞尿輸送であったが、太平洋戦争が勃発すると事態が急変した。徴兵で労働力が不足し、さらに戦況の悪化により日本の物資がじり貧になり始めると、東京都区部などの大都市で屎尿汲み取りや運搬、投棄のためのトラックや船の運行が難しくなり、屎尿の処理が滞った。当時の東京都区部では、庭に穴を掘って埋めるという不衛生極まりない処置をとるところまで追い込まれていた。
この事態を打開するために苦肉の策として考案されたのが、郊外へ向かう鉄道への糞尿輸送の委託であった。1944年4月、東京都は運輸通信省（のちの国鉄）と各民営鉄道会社に要請を行った。これに応じたのが合併前の旧西武鉄道・武蔵野鉄道で、専用設備と専用貨車を用意し、東京都の委託を受ける形で大規模な糞尿輸送を開始した。戦後には東武鉄道もこの委託による輸送に参加し、合併した西武鉄道とともに2社で輸送を続けていた。人々はこの糞尿輸送列車をからかい半分に「汚穢電車」、「黄金列車」と称していたが、一方沿線住民からは「汚い」「臭い」などと言われ、顰蹙を買っていた。
また名古屋では東京とは違って屎尿の汲み取りや処理自体よりも、従来トラックで行っていた市内から農村部への屎尿輸送がガソリン統制で難しくなったことの方が問題となった。この問題の解決のため名古屋市は名古屋鉄道に糞尿輸送を要請、これを受けて市の委託の形で専用設備・専用貨車による輸送が行われた。
関西でも東京ほど大規模ではないが、京阪神急行電鉄が京都市電気局と協力し、京都市内の屎尿を滋賀県の農家向けに運んでいたことがある。これは戦前からの方式によるものであった。

### 終焉
しかしこのように大規模な糞尿輸送は、戦後10年もたたないうちに姿を消すことになる。その一番の要因は、悪臭と衛生面の問題と言われている。運ばれていた屎尿はすべて蓋も覆いも満足にないコンクリート製の大きな槽や池にためられて積み下ろしが行われていた。いわば巨大な肥だめが人が多数乗降する駅のすぐ直近にあったわけである。さらに東京の場合は汲み取りが滞っていたため、積込所に来る前から既にかなり醗酵が進んでいた。このため積み下ろしの行われていた駅や周辺にはひどい悪臭が漂い、列車内で寝ていた乗客ですら眼を覚ますとまで言われるありさまであった。
衛生面では、輸送時の屎尿漏れが致命傷となった。貨車が無蓋車を改造したにわか作りの木造車であったため、次第に各部に緩みが生じ、しまいには中身の屎尿が盛大に漏れ出すということが起こり始めた。後述する通り路線によってはかなりの長大編成で運転していたため、末期には沿線にざぶざぶと散水車のごとく屎尿をまき散らしながらの走行となり、踏切待ちの人間など沿線の人間は列車が近づくと見るや大あわてで逃げ出すほどであった。さらに機関車や車掌車にも屎尿がかかり、乗務員の健康衛生の点でも問題のある列車であった。また一部では糞尿輸送用の貨車のすぐ後ろに客車をつないで混合列車として運転するなど、乗車中の旅客をいたずらに不衛生な状態にさらし、万が一事故が起こればけが人がなくとも別の意味で大惨事になりかねない運用も行われていた。
もう一つの要因として、戦後の人手不足や物資不足がある程度まで改善されたため、戦前と同じように屎尿汲み取りや処理、海洋投棄が可能になったことがある。特に1950年以降ガソリンの統制が緩和、廃止され、トラックが自由に動き回れるようになったことから、わざわざ鉄道会社に頼んで郊外まで運んでもらう必然性がなくなった。
さらに要因を挙げるとすれば、運ばれた先の農家にとって屎尿がさして役に立つわけでもなかった実情もある。戦争前のまだ食生活が豊かだった時代ならともかく、食糧統制で栄養状態が悪くなっている人の屎尿など、作物が作れるほどに栄養分があるわけもない。さらに1920年代以降、既に取り扱い容易で衛生面の問題も少ない化学肥料も流通しており、農家にとっては積極的に下肥を利用する理由はなくなりつつあった。戦時中でその化学肥料が不足する事態になったために代用としてやむなく使っていただけの話で、戦後物資不足が解決すれば別に使う必要はない。特に東京の場合は駅までわざわざ桶を持って買いに行くようになっていたため、よほど肥料に困っている時ならともかく、それ以外の時に質の悪い肥料を労力をかけて買って行けと言われても迷惑なだけ、というのが本音であった。また別の側面から言えば、当時の農家はみな大八車や牛を使って引き取りに来ていたので、駅周辺の一定範囲内の農家しか引き取ることが出来なかった。このようなことから、引き取り手が現れずに貯溜槽が満杯の状態が続くこともあったという。結局長く続けても一番喜ぶのは人間ではなく、棚からぼた餅で肥やしを浴びる犬走りの雑草だけ、という皮肉な状況になっていたわけである。
上記のようなことから大規模な糞尿輸送は年を追うごとに漸減し、1950年代に入ると実質輸送が停止してしまった。大規模輸送を行った事業者の中で輸送廃止が記録に残っている会社としては西武鉄道と東武鉄道があり、書類上は前者が1953年3月、後者が1955年3月に廃止されたことになっているが、実際にはそれ以前に休止となっていたのであった。
これ以後、都市部では浄化槽や下水道の普及が急速に進み、屎尿そのものを汲み出すこと自体がほとんどなくなったため、糞尿輸送は特別な場合以外行われていない。

## 各社の輸送実態

### 国有鉄道
糞尿輸送を行った事業者は、公式の記録に残る限りでは民営鉄道ばかりで、国有鉄道で行われたという直接的な記録は『日本国有鉄道百年史』をはじめとして公式の記録類の中に見出すことは出来ない。
ただし一方で、各種規程には糞尿輸送に関する規定が長く存在したことが確認されている。古くは1892年5月7日に制定された「肥料運搬規約及人糞取扱手続」中で、「人糞運搬取扱心得」として特約書を書かせること、専用貨物扱にすること、運搬後は生石灰を用いて貨車内を洗浄することなどが定められている。
その後本手続は1924年3月制定の「級外品第六種中汚穢ナル物運送取扱手続」まで引き継がれ、1926年には国有鉄道貨物運送取扱細則に第139-149条として含められている。規程内容はより詳細となり、専用貨車（有蓋車を使用することとされていた）の両側面に「○○駅間肥料専用車」と記載した木札を取り付けることや、屎尿の運賃については5級運賃の2倍とし、さらに専用1車あたりの月額最低運賃を8円とすることなども定められた。1930年には貨物運送規則第59条補則7に引き継がれて鉄側有蓋車も専用使用が可能になるなど改訂を加え、その後長く運用されている。実際の輸送数量については不明だが、少なくとも規程上は対応が成されており、一定の輸送需要があったことをうかがわせる。なお、糞尿は一貫して級外品扱いであったため、国有鉄道の資料では輸送品目の「肥料」欄に含まれることは通常ない。
ちなみに国有鉄道は、1944年4月に東京都から要請を受けた際にこれを蹴っている。また当時国有鉄道を運営していた運輸通信省の牛島辰弥監理課課長（のち帝都高速度交通営団総裁）が、西武鉄道が糞尿輸送を引き受けたという話を聞きつけて社長の堤康次郎の許を訪れ、「東京都からどんなに頼まれても、電車が糞尿を運ぶのは、第一、現行法規に許されておりません」と抗議し、さらには「あなたの方で運びだしたら、省線でも同じようにやれといわれます。人間や普通貨物すら制限している時代に、糞尿などどうして運んでおられますか」と国有鉄道に累が及ぶのを恐れたという。
このような発言を民営鉄道の監督部署の責任者がした理由としては、糞尿は貨物専用列車で輸送することが定められており、旅客用車両に積載あるいは併結ができないこと、また軍需物資の輸送需要が多く貨車不足が深刻であった戦時下で、専用貨車を使用する糞尿輸送は貨車の運用効率の低下をまねくことなどが考えられる。いずれにしても、西武鉄道などのように専用設備や専用構造の貨車まで用意しての大規模な糞尿輸送は、国有鉄道では行われた記録がない。
なお、戦争末期か終戦直後、国有鉄道が貨車に「汚物車」（称号「ヲ」）という車種を作り、「ヲキ1形」なる車両を製造して糞尿輸送を行ったという説が一部で存在するが、そのような車種や形式、また輸送の事実は『日本国有鉄道百年史』にも掲載されておらず、公式には一切確認の取れていない説である。

### 西武鉄道
西武鉄道の該当記事も参照のこと
西武鉄道はトップが自ら著書で触れるなど比較的記録を多く残しているため、鉄道による糞尿輸送というとまず一番に名の挙がる鉄道会社である。委託を受けた当時は旧西武鉄道と武蔵野鉄道の2社で、合併後も一時「西武農業鉄道」と称したことがあったが、ここでは混乱を避けるため現在の社名で記した。

#### 戦前
西武鉄道の糞尿輸送というと戦争末期から戦後にかけてのものが知られているが、実はそれ以前にも池袋線の前身である武蔵野鉄道が大正末期から昭和初期にかけて糞尿輸送を行っていたことがあった。それも当時他の会社が行っていたような片手間程度のごくごく小規模なものではなく、比較的規模のある輸送であった。この事実は当時の武蔵野鉄道の営業報告書や関係村役場文書にしか掲載されておらず、実態はほとんど不明であるが、断片的な情報によると次のようなものであったという。
輸送は東京市が荷主となって行われたもので、加治村役場文書によれば1922年7月に入間郡農会と入間郡購買販売組合が東京市と契約し、糞尿引取り駅は東久留米駅、秋津駅、三ヶ島村駅、仏子駅、飯能駅であったことが記載されている。また1923年に東京市から有蓋車5両を借り受け、翌1924年に東久留米駅構内に専用の積み下ろし所と側線を造っている。
この輸送は1928年3月に廃止となり、同社の糞尿輸送は一旦中断されることになる。

#### 戦中・戦後
武蔵野鉄道での輸送が廃止となった16年後の1944年、糞尿輸送は東京市の後釜である東京都の委託によって、旧西武鉄道を巻き込んで復活をみることになった。
この糞尿輸送復活は、1944年2月11日、大達茂雄東京都長官（現在の東京都知事職）から、かねてから昵懇の仲ということで堤康次郎に話が持ち込まれ、堤が一存でこれを快諾したことに端を発する。戦中の糞尿輸送では人手が不足していたため、堤自身も糞尿運びを手伝ったという。
この決定は社内から猛反発を受けたものの、堤に決定を覆す意思はなかった。そして正式に同年4月、東京都による要請に両社とも応じるという形で実行に移すことになった。
旧西武鉄道は同年6月10日を目途に井荻駅から五両連結の屎尿電車〔ママ〕の本格的な運転を開始し、8月までに110両の専用車を完成させる予定であったが、
準備は間に合わず9月10日より開始することとなった。ただし当初は設備やダイヤの整備が間に合わず、間に合わせに既存の貨車を用いて夜間に走らせる状態で、本輸送は11月21日までずれ込んだ。またこれに続き、武蔵野鉄道も翌1945年4月1日よりやはり東京都委託の糞尿輸送を開始した。なお、これには耕地開発と大規模な農作物増産を目的とした関連会社・食糧増産も助力した。
まず設備としてコンクリート製の積込所と貯溜槽が指定された駅に作られた。積込所は高所に屎尿をためる槽を置いておき、そこからバルブつきの樋で貨車の上から注ぎ込めるようにしたもの、貯溜槽は逆に線路の下に地下貯水池のようにして作り、線路越しに貨車から屎尿を落とし込めるようにしたものである。
旧西武鉄道線→新宿線では井荻駅の北に側線を設けて積込所を作り、田無駅の北側に設けた側線、東小平駅の南側に設けた側線、東村山駅の西武園線が分かれた先の側線、国分寺線小川駅の西側の側線に貯溜槽を設置した。
一方、武蔵野鉄道線→池袋線では東長崎-江古田間で下り線から南側に側線を出して新たに「長江」という貨物駅を設けて積込所を設け、清瀬駅の北側、狭山ヶ丘駅の北側、高麗駅の西側にそれぞれ貯溜槽を設置した。
車両には無蓋車を改造した専用の貨車を用いた。種車となったのは旧西武鉄道のト31形で、台枠と車輪のみを流用して新たに車体を乗せ、細い鉄棒を側面では上下方向、妻面では左右方向に各々2本ずつ渡して外れないよう固定してあった。車体は底が舟形になった長方形の木製タンクで、上に積込用の蓋、下に吐出用のノズルが設けてあった。合併後は走る線区によって車体に新宿線は「川越線」、池袋線は「武蔵野線」と書かれていた。改造車であるものの、種車のト31形とは同形式扱いで「無蓋車」の名目であった。ただし鉄道会社が所有していたのは台枠より下で、車体は東京都の所有であった。
存在した車番として確認されているのは34・37・68-76・83・90-101・107の25両であるが、記録によっては「45両」とするものもあり一定していない。
列車は電気機関車牽引で、目撃者によれば途中編成を二分するようにトフが挟まっていたという。運用は朝方から昼過ぎにかけて行われ、例えば池袋線では1948年頃には保谷→長江→狭山ヶ丘→長江→保谷、もしくは保谷→長江→狭山ヶ丘→東村山→長江→保谷という2通りの運用があった。
また、国分寺線内の列車は混合列車であったという証言もある。編成は蒸気機関車牽引で、通常の混合列車と同じ要領で糞尿輸送用貨車数両の後ろに客車を直接つないでいた。ただしいずれの列車も、毎日運転されていたわけではなかった。
西武鉄道の糞尿輸送は書類上は1953年3月31日に廃止されたが、実際にはそれより2年も前の1951年には休止され、翌年にはダイヤも組まれなくなるなど、実質それ以前に廃止となっていた。

なお堤はこの糞尿輸送に極めて意欲的で、「屎尿を海洋投棄するのは海産物を汚染する。それに対して屎尿を農村に持って行って肥料にすれば安全な野菜が出来る上、都市と農村の間で循環が生まれて自然の摂理に背かない」という考え方をもって取り組んだ。糞尿輸送についても一時的なものではなく恒久的な輸送として維持したいと考えていたようで、専用貨車を115両新造、積込所や貯溜槽を数十ヶ所、計27万1000石分（約4900万キロリットル分）を設置するなど設備を大幅に拡大し、将来的には1日2万石（約360万キロリットル）の輸送を行い、さらに帰路には貨車に台をつけて都内向けの野菜輸送をするという構想を練っていた。また東村山駅の貯溜池を廃し、所沢駅に屎尿を糞と尿に分ける工場を造るつもりでもいた。
上記の輸送はその第一歩にすぎなかったわけであるが、悪臭・屎尿漏れによる衛生面の問題や燃料事情改善による鉄道輸送の意味の喪失、さらに運んだ先で持て余される事態が発生し、ことが堤の理想通りには運ばないままに糞尿輸送自体が絶滅したのは「歴史」で既述した通りである。

### 東武鉄道
東武鉄道の糞尿輸送は西武鉄道と違って記録類が極めて少なく、社史にも全くと言っていいほど載っていない。以下わかる範囲内で記す。

#### 戦前
東武鉄道の糞尿輸送は戦後行われたものが知られているが、戦前に東上本線において比較的大きな輸送が行われていたことがある。この事実は社史や公文書でごくわずかに触れられている程度で実態はほとんど不明であるが、それらからうかがうことの出来るのは以下の通りである。
輸送は上述した武蔵野鉄道と同じく、東京市が荷主となって行われた。開始時期には1924年11月11日・1927年2月1日の2説があり、つまびらかでない。
輸送開始に際し、東武は志木-鶴瀬間に「水谷」という専用の貨物駅を開業させている。また時期は不明であるが、鶴瀬駅・上福岡駅・新河岸駅にも専用の側線が設置され、輸送に供されることになった。輸送は下板橋駅を起終点として行われ、夕方に下板橋駅からこれらの駅に向かい、一晩停泊してから翌日朝下板橋駅へ戻るというダイヤで行われていた。
この輸送は1938年6月に廃止となった。水谷駅自体も廃駅となり（後にみずほ台信号所を経てみずほ台駅として復活）、他の3駅の側線も撤去され、以後東上本線系統での糞尿輸送が復活することはなかった。

#### 戦中・戦後
戦中は東武鉄道も西武鉄道と同様に大達茂雄東京都長官から依頼され、糞尿輸送を行った。目標輸送量は180万リットル/日で、輸送は深夜に行われたようである。この目標を達成するためには多数に人員を必要とした。
戦後の輸送は東京都の委託の形で1949年から伊勢崎線系統において行われた。設備としてはやはり西武鉄道同様に積込所と貯溜槽が指定駅に設けられる形となり、牛田-北千住間にあった千住貨物駅に積み込み設備を設置した。
貯溜槽は武里駅・杉戸駅（現在の東武動物公園駅）・武州大沢駅（現在の北越谷駅）・川間駅に設けられていた。
車両は「無蓋タンク車」として専用貨車を用いた。タ1形と称する車輛で、タ1-7までは創業に先立ち1899年7月に平岡工場で新製された有蓋車ワ1001-1007の改造、タ8-16は1953年11月に自社の浅草工場で新製した。車体は直方体の木製タンクで、上に積込用の蓋、下に吐出用のノズルが設けてあった。東武鉄道が所有していたのは台枠より下で、車体は東京都の所有であった。
東武鉄道の糞尿輸送は書類上は1955年3月に廃止された。専用貨車は翌1956年7月に廃車されている。

### 名古屋鉄道
名古屋鉄道での輸送は、東京のように屎尿の汲み取りや処理に困ったからというよりも、名古屋市が市内の屎尿の一部をトラックで農村部に輸送して下肥用に提供していたのが、ガソリン統制のためトラックが長い距離を走れなくなり、下肥の急速な需要増加に応じられなくなったために行われた。
輸送開始は東京よりも早く、名古屋市の委託により1942年2月に開始された。設備はやはり積込所と貯溜槽の2つからなっていたが、西武鉄道のものと違って積込所の積込口はポンプ式であり、貯溜槽は不明な点が多いが線路の下ではなく横に置かれていたようで、これが正しければポンプなどで貨車からくみ上げたと考えられる。容積は積込所は500石（約90キロリットル）、貯溜槽は300石（約54キロリットル）か500石であった。農家への販売もトラック輸送で行われ、駅まで買いに行く必要のあった東京よりも使いやすいシステムであった。なお農家には1石（約180リットル）あたり最高86銭で売っていたという。現在の金額に換算すると大体80円から90円程度である。
積込所は名古屋本線の堀田駅と西枇杷島駅に設置され、貯溜槽は名古屋本線の今村駅（現在の新安城駅）と国府宮駅、犬山線の布袋駅、三河線の猿投駅、渥美線（現在の豊橋鉄道渥美線）の大清水駅と黒川原駅に設置された。
車両は木造の無蓋車を改造したもので、車体自体を新造した東京と違い75石（約13キロリットル）入りの木製タンクを既存の無蓋車の車体の中に設置する形になっていた。形式は不明であるが、8両が在籍していた。こちらの輸送の廃止時期は不明である。

### 大阪電気軌道
大阪電気軌道（大軌）は現在の近畿日本鉄道の直系の前身である。大正時代末から昭和初期頃まで大和西大寺駅・富雄駅周辺の農家の要請を受け、無蓋電動貨車に肥桶を積んで輸送を行った実績がある。

### 京都市電気局・京阪神急行電鉄
京阪神急行電鉄は、阪神急行電鉄と京阪電気鉄道が1943年に戦時統合で統合されて誕生した会社で、戦後再分離して現在の阪急電鉄と京阪電気鉄道になった。同社における糞尿輸送は、旧京阪の大津線区において京都市電気局（現・京都市交通局）＝京都市電と連携して行われた。
輸送が行われたのは太平洋戦争末期の1945年4月5日から終戦後間もない1946年8月までの間で、京都市電500形540号を改造した荷物電車と京津線所属の無蓋電動貨車28号を使用して、京津線及び石山坂本線で行われた。自社の車両のみならず京都市電の車両も使用されたのは、運搬したのが京都市民の排泄物であり、京都市域での農業生産で不足する野菜の生産に役立てるとともに、帰路で野菜の運搬を実施したためである。
運行は、京都市電の東山仁王門電停と休止された蹴上線円勝寺町電停に積込所を設け、東山三条電停（京阪神急行側は当時は古川町）に設けられた連絡線から京津線に入り、浜大津駅を経て粟津駅まで運んでいた。540号を使用した場合、京津線の急勾配でモーターが過熱することから、途中四宮駅で長時間停車してモーターの過熱を防いでいた。また、両社局は乗り入れ区間に応じて使用料を支払っていたが、東山三条-粟津間と他社乗り入れ区間の長い540号を使用した場合は、京阪神急行電鉄側が支払う1回当たりの使用料が1円77銭だったのに対し、28号の場合では他社乗り入れ区間が数百mにしか過ぎないことから、京都市側が支払う1回当たりの使用料は24銭であった。

## 下肥利用以外の糞尿輸送
上述のように都市の屎尿を下肥利用のために郊外へ持ち出す手段として使われた糞尿輸送であるが、次のように別の理由で行われる例もある。

### 駅トイレの汲み取り

#### 京阪電気鉄道
京阪電気鉄道が天満橋 - 淀屋橋間を地下線で開業した際に行っていたもので、1963年の開業から列車運行終了後の深夜に行われた。
これは地下となった北浜駅・天満橋駅・淀屋橋駅のトイレが当時は汲み取り式であったことから行われた。保線に用いる事業用貨車にバキュームカーを搭載して実施された。開業当時の使用車両は不明であるが、1968年に事業用貨車がそれまでの2両編成から3両編成に変更されてからは、3010-153-3011という編成が使用された。このうち153は3両編成化のためにこの年に製造された無蓋貨車（無動力）で、荷台にはバキュームカーを搭載するための固定装置を備えていた。一方、3010と3011はクレーンを持つ無蓋電動貨車である。この2両は1970年に3000系の製造に備えてそれぞれ113、103に改番されている。これら3両は架線電圧が1500Vに昇圧された1983年12月4日に廃車された。
その後は3駅ともトイレが水洗式に改修され、昇圧後は新たに製造（厳密には廃車となった旅客用車両の改造）された151-101の事業用貨車で作業が続けられた。151は有蓋の電動貨車、101が無蓋部分を備えた制御貨車で、101にバキュームカーを積み1991年当時は月に2回程度汚水槽の清掃作業を行っていた。これらの貨車は2000年12月に廃車となっており、現在は実施されていないものとみられる。

#### 黒部峡谷鉄道
黒部峡谷鉄道では鉄道と徒歩道以外の交通手段がない駅や発電所などの施設も多く、同様に貨車へバキュームカーを積載して汲み取りが行われている。

#### 大井川鐵道
大井川鐵道においても、井川線の奥大井湖上駅への自動車乗り入れが不可能なことから同様の方法で貨車をバキュームカーに積載しての汲み取りが数年に一度行われる。

### 処理場改修による処理委託
下水処理場が改修を行う際、どうしても近隣で代替の処理施設が見つからず、遠方の施設に委託する必要が出た場合、臨時にタンク車を用いて輸送を行うことがある。運ばれるのは糞尿というより汚水であるが、これも広義の糞尿輸送にあたる。
かなり特殊な条件下での話であり、まず走ることはない。